# Standing Stone
Standing Stone es el segundo álbum de música clásica del músico británico Paul McCartney, publicado por la compañía discográfica EMI Classics en septiembre de 1997. El estreno mundial tuvo lugar en el Royal Albert Hall de Londres el 14 de octubre de 1997.

## Historia
Tras Liverpool Oratorio, McCartney compuso Standing Stone a partir de un largo poema e interpretado por la Orquesta Sinfónica de Londres, conducida por Lawrence Foster en los Abbey Road Studios de EMI. A diferencia de Liverpool Oratorio, el nuevo proyecto no es una interpretación operística de una historia, sino una pieza instrumental, aún a pesar de usar un coro. 
La portada del álbum es una fotografía tomada por Linda McCartney entre finales de 1969 y comienzos de 1970, publicada con anterioridad en el interior del álbum debut de McCartney en solitario, McCartney. Accidentalmente, Standing Stone fue el último proyecto musical de McCartney antes de la muerte de Linda a causa de un cáncer de seno, exactamente el 17 de abril de 1998.
Publicado en septiembre de 1997, Standing Stone alcanzó el primer puesto en la lista de ventas de música clásica y entró en el puesto 197 de la lista estadounidense Billboard 200. Además, el álbum fue bien recibido por la crítica musical, en contraposición a su antecesor, Liverpool Oratorio.

## Lista de canciones
Todas las canciones escritas y compuestas por Paul McCartney. 
| Movimiento I: After heave light years |                                |          |  |
| N.º                                   | Título                         | Duración |  |
| 1.                                    | «Fire Rain» (Allegro energico) | 4:30     |  |
| 2.                                    | «Cell Growth» (Semplice)       | 8:30     |  |
| 3.                                    | «Human's Theme» (Maestoso)     | 3:36     |  |

| Movimiento II: He awoke startled |                                               |          |  |
| N.º                              | Título                                        | Duración |  |
| 4.                               | «Meditation» (Contemplativo)                  | 3:57     |  |
| 5.                               | «Crystal Ship» (Con moto scherzando)          | 2:02     |  |
| 6.                               | «Sea Voyage» (Pulsating, with cool jazz feel) | 3:59     |  |
| 7.                               | «Lost at Sea» (Sognando)                      | 4:37     |  |
| 8.                               | «Release» (Allegro con spirito)               | 1:54     |  |

| Movimiento III: Subtle colours merged soft contours |                                                  |          |  |
| N.º                                                 | Título                                           | Duración |  |
| 9.                                                  | «Safe Haven/Standing Stone» (Pastorale con moto) | 4:11     |  |
| 10.                                                 | «Peaceful Moment» (Andante tranquillo)           | 2:09     |  |
| 11.                                                 | «Messenger» (Energico)                           | 3:35     |  |
| 12.                                                 | «Lament» (Lamentoso)                             | 2:26     |  |
| 13.                                                 | «Trance» (Misterioso)                            | 5:32     |  |
| 14.                                                 | «Eclipse» (Eroico)                               | 4:57     |  |

| Movimientto IV: Strings pluck, horns blow, drums beat |                                              |          |  |
| N.º                                                   | Título                                       | Duración |  |
| 15.                                                   | «Glory Tales» (Trionfale)                    | 2:40     |  |
| 16.                                                   | «Fugal Celebration» (Listesso tempo, fresco) | 4:25     |  |
| 17.                                                   | «Rustic Dance» (Rustico)                     | 2:00     |  |
| 18.                                                   | «Love Duet» (Andante intimo)                 | 3:43     |  |
| 19.                                                   | «Celebration» (Andante)                      | 6:15     |  |

## Posición en listas
| País           | Lista                | Posición |
| -------------- | -------------------- | -------- |
| Estados Unidos | Billboard 200        | 194      |
| Estados Unidos | Top Classical Albums | 1        |